# (2137) Priscilla
(2137) Priscilla (1936 QZ; 1939 BR; 1950 BD; 1951 GY; 1970 QM1; 1971 TX2; 1979 DL; A905 CJ) ist ein Asteroid des äußeren Hauptgürtels, der am 24. August 1936 von Karl Wilhelm Reinmuth an der Landessternwarte Heidelberg-Königstuhl entdeckt wurde.

## Benennung
Der Asteroid wurde nach der Astronomin Priscilla Fairfield Bok (1896–1975) benannt. Mit ihrem Mann, dem Astronomen Bart J. Bok, forschte sie über 40 Jahre lang, zuerst am Harvard-College-Observatorium, dann am Mount-Stromlo-Observatorium und am Steward Observatory sowie kürzere Zeiten an anderen Orten. Sie unterrichtete Astronomie am Smith College, am Wellesley College und am Connecticut College.